# South Hayling
South Hayling är ett samhälle i i distriktet Havant, Storbritannien. Det ligger i grevskapet Hampshire och riksdelen England, i den södra delen av landet, 100 km sydväst om huvudstaden London. South Hayling ligger 4 meter över havet och antalet invånare är 15 668. Det ligger på ön Hayling Island. South Hayling var en civil parish fram till 1932 när blev den en del av Havant. Civil parish hade 3 254 invånare år 1931.
Terrängen runt South Hayling är platt. Havet är nära South Hayling åt sydväst.  Närmaste större samhälle är Portsmouth, 8,8 km väster om South Hayling.